# Серкл-Пайнс (Міннесота)
Серкл-Пайнс (англ. Circle Pines) — місто (англ. city) в США, в окрузі Анока штату Міннесота. Населення — 5025 осіб (2020).

## Географія
Серкл-Пайнс розташований за координатами 45°8′53″ пн. ш. 93°8′33″ зх. д. / 45.14806° пн. ш. 93.14250° зх. д. (45.148115, -93.142466).  За даними Бюро перепису населення США в 2010 році місто мало площу 5,12 км², з яких 4,61 км² — суходіл та 0,50 км² — водойми.

## Демографія
Згідно з переписом 2010 року, у місті мешкало 4918 осіб у 2006 домогосподарствах у складі 1349 родин. Густота населення становила 961 особа/км².  Було 2085 помешкань (408/км²).
Расовий склад населення:
| - 92,0 % — білих - 3,2 % — азіатів - 1,8 % — чорних або афроамериканців - 0,4 % — корінних американців |

До двох чи більше рас належало 2,1 %. Частка іспаномовних становила 2,0 % від усіх жителів.
За віковим діапазоном населення розподілялося таким чином: 21,4 % — особи молодші 18 років, 66,6 % — особи у віці 18—64 років, 12,0 % — особи у віці 65 років та старші. Медіана віку мешканця становила 40,5 року. На 100 осіб жіночої статі у місті припадало 96,2 чоловіків;  на 100 жінок у віці від 18 років та старших — 95,4 чоловіків також старших 18 років.
Середній дохід на одне домашнє господарство  становив 80 841 долар США (медіана — 70 398), а середній дохід на одну сім'ю — 91 982 долари (медіана — 81 658). Медіана доходів становила 52 358 доларів для чоловіків та 50 537 доларів для жінок. За межею бідності перебувало 4,0 % осіб, у тому числі 0,9 % дітей у віці до 18 років та 0,0 % осіб у віці 65 років та старших.
Цивільне працевлаштоване населення становило 2912 особи. Основні галузі зайнятості: освіта, охорона здоров'я та соціальна допомога — 20,3 %, роздрібна торгівля — 14,6 %, виробництво — 13,0 %.